# Delitto + castigo a Suburbia
Delitto + castigo a Suburbia (Crime + Punishment in Suburbia) è un film del 2000 diretto da Rob Schmidt.

## Trama
Roseanne è un'adolescente apparentemente serena; reginetta di bellezza, è fidanzata con Jimmy, il ragazzo più ambito della scuola. I suoi problemi risiedono in famiglia nel rapporto tra i genitori. Quando sua madre Maggie lascia il secondo marito, Fred, questi, dopo essersi ubriacato, abusa della ragazza che, traumatizzata, uccide il patrigno con la complicità di Jimmy. Maggie viene ingiustamente accusata dell'omicidio, ma c'è un'altra persona che sa come sono andati i fatti: è Vincent, un ragazzo innamorato di Roseanne, che da tempo la spia e che le darà il coraggio di raccontare quello che in realtà è accaduto.

## Distribuzione
Dopo essere stato presentato al Sundance Film Festival il 24 gennaio 2000, il film è uscito nelle sale cinematografiche il 24 agosto 2000 in Italia e il 15 settembre dello stesso anno negli Stati Uniti.

## Riconoscimenti
- 2000 - Sundance Film Festival
  - Candidatura Gran premio della giuria: U.S. Dramatic a Rob Schmidt
- 2000 - Festival del cinema americano di Deauville
  - Candidatura Premio della giuria a Rob Schmidt
- 2001 - Political Film Society
  - Candidatura Premio per la pace